# 보편문법
보편문법(普遍文法, Universal Grammar)은 언어학의 생성문법에 있어서 중심적인 개념으로, 모든 인간이 (장애가 없는 한) 타고난 보편적인 언어기능(faculty of language)을 갖추고 있으며, 모든 언어가 보편적인 문법으로 설명할 수 있다고 여기는 이론이다. 노엄 촘스키가 《Syntactic Structures》(1957년)에서 제창했다.
이 경우의 문법이란 넓은 의미의 그것이며, 통사전만이 아닌 음운론, 의미론 따위의 언어를 다루는 데 있어서의 모든 규범을 가리킨다.
더욱, 영어에서는 이 이론 자체는 대문자 Universal Grammar(UG)로 나타내며, 그 연구대상은 소문자(the universal grammar)로 나타낸다.

## 개요
생성문법에서 언어란 인간의 존재와 분리되어 객체로서 존재하고 있는 것이 아닌, 어디까지나 인간의 사고 속에 존재하는 것(I-language)로, 어느 언어의 모어 화자가 그 언어를 말하기 위하여 유지하고 있는 지식의 체계(language competence)를 가리킨다. 인간이 이 지식을 획득하기 위해서는, 외부로부터 적절한 언어자극(일시언어 데이터, PLD)이 필요하다. 하지만 동시에 입력된 PLD를 통해 획득된 I-language에는 거대한 질적 격차가 있는 것도 또한 사실이다. PLD에는 말실수에 의한 비문법적인 글이나, 회화의 중단에 의한 불완전한 글처럼 아주 질 나쁜 데이터가 많이 포함되어 있다. 그럼에도 언어를 획득하는 아이는 완전하고 풍부한 문법을 (다른 능력의 획득에 비해) 비교적 단기간에 습득한다. 여기서 주목할 것은, 인간의 언어습득에는 플라톤의 문제라고 불리는 인식론적 문제가 존재함은 명확하다. 즉, 획득된 출력(문법)이 입력(PLD)보다 질적으로 풍부하다는 문제이다. 이 사실은, 언어를 습득하려고 하는 아이의 뇌 속에서, 그것을 가능케 하는 어떠한 선천적인 시스템(언어기능)이 심적 기관으로서 존재하고 있음을 강하게 시사한다. 이 선천적인 기관, 즉 언어기능의 초기상태(initial state)의 이론을 보편문법(UG)이라고 부른다. 또한, 초기상태 자체는 언어습득장치(LAD)라고 불린다.
촘스키의 원리와 매개변인의 접근에서 보편문법은 유한개의 보편적인 원리와 그에 부수되는 가변적인 매개변인에 따라 구성된다고 여겨진다. 이 매개변인이란, UG의 원리에 부수되는 이산적인 스위치와 같은 것으로, 초기상태에서는 고정되어 있지 않고 언어습득 과정에서 고정된다. 다른 PLD 데이터는 다른 매개변인 값을 설정한다. 개별문법에 있어서 언어별 변이는 매개변인 값의 차이로 환원할 수 있다. 이 가설(원리와 매개변인 접근)이 옳다면 인간의 언어습득 과정은 유한개의 매개변인 설정(과 어휘의 습득)의 과정이라고 말할 수 있을 것이다. 이 점에 따르면, 개별언어의 문법은 무한한 변형을 지니지 않으며, UG에 의해 제한된 범위 내에서만 변이를 나타내고 있다고 말할 수 있다.
그 이전은 무한한 문법에서 가능한 문법을 골라내는 평가척도가 보편문법을 구성한다고 여겨져왔지만, 다양한 개별언어의 기술(記述)이 진행됨에 따라, 기술적 타당성(descriptive adequacy)은 만족되지만, 설명적 타당성(explanatory adequacy)은 그만큼 멀어지는, 기술적 타당성과 설명적 타당성 사이의 긴장관계가 빚어졌다. 이 긴장관계를 해소하기 위하여 고려된 것이 언어의 가변부분은 무한하지 않다는 사고방식이며, 보편문법의 내실에 커다란 전환을 초래했다.

## 같이 보기
- 생성문법
- 최적성 이론
- 선천론